# Anna Sergeyevna Kurnikova
Anna Sergeyevna Kurnikova (tiếng Nga: Анна Сергеевна Курниковаⓘ; sinh ngày 7 tháng 6 năm 1981) là một vận động viên quần vợt người Nga đã giải nghệ.
Là con một, cô sinh ra tại Moskva, Liên Xô; sau đó cô cùng gia đình di cư sang Hoa Kỳ. Hiện nay, cô sống tại Miami, Florida.
Trong sự nghiệp quần vợt cô có vài thành tích tương đối ấn tượng ở nội dung đánh đơn, nhưng nội dung đánh đôi mới thực sự là sở trường của cô. Kournikova đã có thời kỳ nắm vị trí #1 thế giới ở nội dung đánh đôi. Cùng Martina Hingis là đồng đội, cô giành được hai danh hiệu Grand Slam ở Australian Open vào các năm 1999 và 2002. Với dáng vẻ bề ngoài như siêu người mẫu, Hingis và Kurnikova thường được gọi là "Spice Girls của môn Tennis".

## Sự nghiệp quần vợt

Kournikova & Hingis (Sydney, 2002)

Khi 13, 14 tuổi Kurnikova bắt đầu được giới chuyên môn của làng quần vợt chú ý khi chiến thắng ở một loạt các giải đấu dành cho lứa tuổi trẻ, trong đó có Italian Open năm 1995. Cô giành danh hiệu Vô địch châu Âu U-18 và Vô địch thế giới U-18 năm 1995 khi mới 14 tuổi.
Kurnikova bắt đầu thi đấu chuyên nghiệp năm 1995 khi được gọi vào đội tuyển Nga tham dự Fed Cup, cô trở thành vận động viên trẻ nhất trong lịch sử tham gia giải đấu và giành chiến thắng. Năm 15 tuổi, cô lọt vào vòng 4 U.S. Open, và chỉ chịu gác vợt trước tay vợt hạt giống #1, Steffi Graf.
Kurnikova là thành viên đội tuyển Nga tham dự Atlanta 1996. Năm 1997, khi 16 tuổi, cô lọt vào bán kết Wimbledon, trước khi chịu thua tay vợt sau đó sẽ giành chức vô địch, Martina Hingis, với tỉ số 6-3, 6-2. Năm 1998 là năm cô khẳng định sự kỳ vọng của giới hâm mộ, khi cô lọt vào Top 20 trong bảng xếp hạng của WTA's lần đầu tiên và một series chiến thắng trước Martina Hingis, Lindsay Davenport cùng Steffi Graf. Hai chức vô địch Grand Slam ở nội dung đánh đôi mà cô giành được đều là các chức vô địch Australian Open, vào các năm 1999 và 2002, cùng với một đồng đội là Martina Hingis, người mà cô bắt đầu thi đấu thường xuyên cùng kể từ năm 1999.
Nhưng sự nghiệp đánh đơn của cô bắt đầu chững lại kể từ năm 1999. Dù cô duy trì được vị trí xếp hạng của mình dao động vào khoảng từ #10 đến #15 trong bảng xếp hạng thế giới (vị trí tốt nhất mà cô giành được trong sự nghiệp là số #8), nhưng kỳ lại là cô chưa giành được một danh hiệu đánh đơn trong hệ thống giải WTA nào cả, khi chỉ 4 lần lọt vào các trận chung kết trong tổng số 130 giải đấu tham gia, và đều thua. Lối chơi của Kurnikova nổi bật ở tốc độ di chuyển nhanh, lối đánh tấn công mãnh liệt cũng như khả năng chọn góc đánh bóng xuất sắc; Nhưng, chính lối chơi quá mạo hiểm và đường bóng thường quá phẳng khiến cô thường mắc khá nhiều lỗi khi thi đấu.
Năm 2003, Kournikova gặp phải hàng loạt chấn thương và quyết định tạm dừng sự nghiệp thi đấu quần vợt, từ đó cô chỉ thi thoảng tham gia vài giải đấu gây quỹ từ thiện. Cuối năm 2004, cô tham gia giải đấu do Elton John tổ chức cùng vài ngôi sao quần vợt khác như Serena Williams và Andy Roddick. Vào Tháng 1 năm 2005, cô chơi một trận đấu đôi nhằm ủng hộ các nạn nhân của Cơn sóng thần tại Ấn Độ Dương cùng John McEnroe, Andy Roddick, và Chris Evert.
Trong một bài phỏng vấn tạp chí ELLE ấn hành vào Tháng 7 năm 2005, Kournikova khẳng định rằng cô vẫn sung sức 100%, và cô muốn quay trở lại thi đấu.

## Hình ảnh trong giới truyền thông
Phần lớn sự nổi tiếng mà Kurnikova có được là nhờ sự truyền thông hóa một cách quá mức về cuộc sống riêng của cô. Vào lần đầu tham dự U.S. Open năm 1996 khi mới 15 tuổi, vẻ đẹp của Kurnikova lập tức được tất cả trầm trồ, và ngay sau đó hàng loạt ảnh của cô được xuất hiện trên hàng loạt tạp chí được xuất bản khắp hành tinh.
Tình trạng hôn nhân của Kurnikova cũng là một chủ đề gây nhiều xôn xao trong giới truyền thông. Đã từng có một cuộc tranh cãi xem cô đã từng đính hôn với vận động viên khúc côn cầu trên băng Pavel Bure hay chưa. Cũng đã có thông tin cô đã kết hôn với ngôi sao NHL Sergei Fedorov vào năm 2001. Người đại diện của Kurnikova phủ nhận tin này, nhưng Fedorov lại phát biểu vào năm 2003 rằng hai người đã từng kết hôn nhưng đã ly dị. Kurnikova gần đây có quan hệ với ngôi sao nhạc pop Enrique Iglesias (cô từng xuất hiện trong video clip "Escape" của anh), có tin đồn rằng hai người đã kết hôn vào năm 2003, đến năm 2005 lại xuất hiện tin đồn này. Kurnikova không bao giờ tự khẳng định hay phủ nhận một tin đồn về các mối quan hệ cá nhân của mình.
Kurnikova được tạp trí People bầu chọn là một trong 50 người nổi tiếng đẹp nhất vào các năm 1998, 2000, 2002, và 2003. Cô cũng từng được bầu là "vận động viên thể thao quyến rũ nhất" và "cặp tình nhân quyến rũ nhất" (cùng Iglesias) trên ESPN.com. Vào năm 2002, cô được xếp ở vị trí số một trong danh sách 100 người phụ nữ quyến rũ nhất thế giới của tạp trí FHM' (bản của Mỹ và Anh quốc).
Nhưng ngược lại, ESPN cũng xếp cô vào vị trí thứ 18 trong số "25 sự thất vọng nhất của thể thao trong 25 năm gần đây".
Kurnikova có một vai diễn nhỏ (quản lý khách sạn) trong bộ phim Me, Myself and Irene, với sự tham gia của Jim Carrey, khởi chiếu năm 2000.
Trong bài poker, khi cầm trên tay một cây As và một cây K, bây giờ người ta thường gọi là một "Anna Kurnikova" (Ý nói trông thì hay nhưng chẳng bao giờ thắng được) (Susie Dent (2006) The Language Report).

## Chung kết Grand Slam đã tham dự

### Vô địch đôi nữ (2)
| Stt. | Năm  | Giải                | Đồng đội       | Đối thủ ở trận chung kết                   | Kết quả           |
| 1.   | 1999 | Australian Open     | Martina Hingis | Lindsay Davenport Natasha Zvereva          | 7-5, 6-3          |
| 2.   | 2002 | Australian Open (2) | Martina Hingis | Daniela Hantuchova Arantxa Sanchez-Vicario | 6-2, 6-7 (4), 6-1 |

### Thua ở trận chung kết (1)
| Stt. | Năm  | Giải         | Đồng đội       | Đối thủ ở trận chung kết       | Kết quả           |
| 1.   | 1999 | Pháp mở rộng | Martina Hingis | Venus Williams Serena Williams | 6-3, 6-7 (2), 8-6 |

### Thua ở trận chung kết đôi nam nữ phối hợp (2)
| Stt. | Năm  | Giải      | Đồng đội       | Đối thủ ở trận chung kết             | Kết quả       |
| 1.   | 1999 | Wimbledon | Jonas Bjorkman | Leander Paes Lisa Raymond            | 6-4, 3-6, 6-3 |
| 2.   | 2000 | US Open   | Max Mirnyi     | Arantxa Sánchez Vicario Jared Palmer | 6-4, 6-3      |

## Chung kết các giải WTA Tour đã tham dự

### Thua ở trận chung kết (4)
| Ghi chú           |
| Grand Slam        |
| WTA Championships |
| Tier I            |
| WTA Tour          |

| Stt. | Ngày                 | Giải                   | Mặt sân   | Đối thủ ở trận chung kết | Kết quả       |
| 1.   | 29 tháng 3, 1998     | Miami, Hoa Kỳ          | Cứng      | Venus Williams           | 2-6, 6-4, 6-1 |
| 2.   | 04 tháng 4, 1999     | Hilton Head, Hoa Kỳ    | Đất nện   | Martina Hingis           | 6-4, 6-3      |
| 3.   | 29 tháng 10 năm 2000 | Moscow, Nga            | Trải thảm | Martina Hingis           | 6-3, 6-1      |
| 4.   | 15 tháng 9, 2002     | Thượng Hải, Trung Quốc | Cứng      | Anna Smashnova           | 6-2, 6-3      |

### Vô địch đôi nữ (16)
| Stt. | Ngày                 | Giải                                 | Mặt sân   | Đồng đội             | Đối thủ ở trận chung kết                   | Kết quả           |
| 1.   | 27 tháng 9, 1998     | Tokyo [Princess Cup] Nhật Bản        | Cứng      | Monica Seles         | Mary Joe Fernandez Arantxa Sanchez-Vicario | 6-4, 6-4          |
| 2.   | 31 tháng 1, 1999     | Australian Open, Melbourne Australia | Cứng      | Martina Hingis       | Lindsay Davenport Natasha Zvereva          | 7-5, 6-3          |
| 3.   | 14 tháng 3, 1999     | Indian Wells, Hoa Kỳ                 | Cứng      | Martina Hingis       | Mary Joe Fernandez Jana Novotna            | 6-2, 6-2          |
| 4.   | 09 tháng 5, 1999     | Roma, Ý                              | Đất nện   | Martina Hingis       | Alexandra Fusai Nathalie Tauziat           | 6-2, 6-2          |
| 5.   | 20 tháng 6, 1999     | Eastbourne, Anh                      | Cỏ        | Martina Hingis       | Jana Novotna Natasha Zvereva               | 6-4 bỏ cuộc.      |
| 6.   | 21 tháng 11 năm 1999 | WTA Championships New York, Hoa Kỳ   | Trải thảm | Martina Hingis       | Arantxa Sanchez-Vicario Larisa Neiland     | 6-4, 6-4          |
| 7.   | 07 tháng 1, 2000     | Gold Coast, Australia                | Cứng      | Julie Halard-Decugis | Sabine Appelmans Rita Grande               | 6-3, 6-0          |
| 8.   | 07 tháng 5, 2000     | Hamburg, Đức                         | Đất nện   | Natasha Zvereva      | Nicole Arendt Manon Bollegraf              | 6-7 (5), 6-2, 6-4 |
| 9.   | 08 tháng 10 năm 2000 | Fiderstadt, Đức                      | Cứng      | Martina Hingis       | Arantxa Sanchez-Vicario Barbara Schett     | 6-4 6-2           |
| 10.  | 15 tháng 10 năm 2000 | Zurich, Thụy Sĩ                      | Cứng      | Martina Hingis       | Kimberly Po Anne-Gaelle Sidot              | 6-3, 6-4          |
| 11.  | 12 tháng 11 năm 2000 | Philadelphia, Hoa Kỳ                 | Cứng      | Martina Hingis       | Lisa Raymond Rennae Stubbs                 | 6-2 7-5           |
| 12.  | 19 tháng 11 năm 2000 | WTA Championships New York, Hoa Kỳ   | Trải thảm | Martina Hingis       | Nicole Arendt Manon Bollegraf              | 6-2, 6-3          |
| 13.  | 14 tháng 1, 2001     | Sydney, Australia                    | Cứng      | Barbara Schett       | Lisa Raymond Rennae Stubbs                 | 6-2 7-5           |
| 14.  | 07 tháng 10 năm 2001 | Moskva, Nga                          | Trải thảm | Martina Hingis       | Elena Dementieva Lina Krasnoroutskaya      | 7-6 (3), 6-3      |
| 15.  | 27 tháng 1, 2002     | Australian Open, Melbourne Australia | Cứng      | Martina Hingis       | Daniela Hantuchova Arantxa Sanchez-Vicario | 6-2, 6-7 (4), 6-1 |
| 16.  | 15 tháng 9, 2002     | Thượng Hải, Trung Quốc               | Cứng      | Janet Lee            | Ai Sugiyama Rika Fujiwara                  | 6-2 7-5           |

### Thua ở trận chung kết (13)
| Stt. | Ngày                 | Giải                         | Mặt sân   | Đồng đội                | Đối thủ ở trận chung kết          | Kết quả               |
| 1.   | 24 tháng 9, 1995     | Moskva, Nga                  | Cứng      | Aleksandra Olsza        | Meredith McGrath Larisa Neiland   | 6-1, 6-0              |
| 2.   | 15 tháng 2, 1998     | Paris, Pháp                  | Trải thảm | Larisa Neiland          | Sabine Appelmans Miriam Oremans   | 1-6, 6-3, 7-6 (3)     |
| 3.   | 01 tháng 3, 1998     | Linz, Áo                     | Cứng      | Larisa Neiland          | Alexandra Fusai Nathalie Tauziat  | 6-3, 3-6, 6-4         |
| 4.   | 11 tháng 10 năm 1998 | Filderstadt, Đức             | Cứng      | Arantxa Sanchez-Vicario | Lindsay Daverport Natasha Zvereva | 6-4, 6-2              |
| 5.   | 28 tháng 3, 1999     | Miami, Hoa Kỳ                | Cứng      | Elena Likhovtseva       | Mary Joe Fernandez Monica Seles   | 6-2, 6-1              |
| 6.   | 06 tháng 6, 1999     | Pháp mở rộng Paris, Pháp     | Đất nện   | Martina Hingis          | Venus Williams Serena Williams    | 6-3, 6-7 (2), 8-6     |
| 7.   | 01 tháng 8, 1999     | Stanford, Hoa Kỳ             | Cứng      | Elena Likhovtseva       | Lindsay Daverport Corina Morariu  | 6-4, 6-4              |
| 8.   | 19 tháng 3, 2000     | Indian Wells, Hoa Kỳ         | Cứng      | Natasha Zvereva         | Lindsay Daverport Corina Morariu  | 6-2, 6-3              |
| 9.   | 06 tháng 8, 2000     | San Diego, Hoa Kỳ            | Cứng      | Lindsay Daverport       | Lisa Raymond Rennae Stubbs        | 4-6, 6-3, 7-6 (6)     |
| 10.  | 29 tháng 10 năm 2000 | Moskva, Nga                  | Trải thảm | Martina Hingis          | Ai Sugiyama Julie Halard-Decugis  | 4-6, 6-4, 7-6 (5)     |
| 11.  | 04 tháng 2, 2001     | Tokyo [Pan Pacific] Nhật Bản | Trải thảm | Iroda Tulyaganova       | Lisa Raymond Rennae Stubbs        | 7-6 (5), 2-6, 7-6 (6) |
| 12.  | 05 tháng 8, 2001     | San Diego, Hoa Kỳ            | Cứng      | Martina Hingis          | Elena Likhovtseva Cara Black      | 6-4, 1-6, 6-4         |
| 13.  | 13 tháng 1, 2002     | Sydney, Australia            | Cứng      | Martina Hingis          | Lisa Raymond Rennae Stubbs        | bỏ cuộc               |

## Sách
- Anna Kournikova, tác giả Susan Holden (2001)
- Anna Kournikova (Women Who Win), tác giả Connie Berman